# Efthalia Mitsi
Efthalia Mitsi (Atenas, Grecia, 3 de marzo de 1980) es una árbitra de fútbol griego. Es internacional desde 2005. Es una de las 10 árbitros internacionales de Grecia.
Mitsi ha arbitrado partidos de los Juegos Olímpicos de 2012, en Londres, Gran Bretaña y la Copa Mundial Femenina de Fútbol de 2015, en Canadá.